# 鶴田さやか
鶴田 さやか（つるた さやか、1960年9月19日 - ）は日本の女優。旧芸名は里見奈保･小野さやか。俳優鶴田浩二の三女。本名は小野 左也香。

## 人物・略歴
身長156cm、体重43kg、B82・W58・H87、O型。
往年の大スター、鶴田浩二の三女として東京都に生まれる。白百合学園高等学校卒業。
乗馬友達の佐良直美の推薦で石井ふく子がプロデュースしたテレビドラマ『家族』でデビュー。当初、父親は娘の芸能界入りに反対であったが、佐良の説得で承諾している。『渡る世間は鬼ばかり』『義経』『遠山の金さん』『水戸黄門 第20部』『大岡越前 第13部』『必殺仕事人・激突!』『暴れん坊将軍』等のテレビドラマに出演。『修羅の群れ』『連合艦隊』『激動の1750日』『首領への道』『機関車先生』等の映画や『瞼の母』『お蔦主税』『蛍〜お登勢と龍馬』『長崎ぶらぶら節』等の舞台にも出演。森進一、細川たかし、島倉千代子、小林幸子、里見浩太朗、山川豊、鳥羽一郎、香西かおり、川中美幸、石川さゆり、コロッケ等の歌手の公演にもゲスト出演している。
歌手としてはソロでCD『涙の宝石』（ビクター）をリリースしている。父・鶴田浩二の楽曲『好きだった』『赤と黒のブルース』を最新技術により浩二とのデュエットという形で収録。他、多くの歌手とデュエットによりCDをリリースしている。
ザ・プリンスホテルパークタワー東京メロディーライン、目黒雅叙園、銀座東武ホテル、大阪帝国ホテル、全日空ホテル東京、六本木バードランド、赤坂プリンスホテル、クラブアージュ、ホテルニューオータニ等でディナーショーを開催。

## おもな出演作

### テレビドラマ
NHK
- 土曜ドラマ
  - 失楽園'79（1979年） - 三輪多恵子
- 山河燃ゆ（1984年） - 広田美代子
- 義経（2005年） - 桔梗

日本テレビ
- 長七郎江戸日記 第1シリーズ 第52話「幻の母を見た」（1985年） - おさち
- 銭形平次 第2話「涙は無用・忍術父娘」（1987年） - 加奈
- あぶない刑事 第49話「乱調」（1987年） - かもめ組・飯岡さなえ
- 吉野物語（1988年）
- 火曜サスペンス劇場
  - 「父にかかる電話」（1985年9月）
  - 「京都周山殺人街道」（1988年1月）
  - 「ジューンブライド・ママ」（1988年6月14日） - 伊藤咲江
  - 「素顔を取り戻した女」（1993年9月）
  - 「弁護士・高林鮎子14」（1994年） - 羽田友子
  - 「取調室5」 故郷で死にたかった…愛妻殺し容疑の実業家に県警本部が挑んだ十二日間（1996年12月10日） - 福富美佐子
  - 「弁護士・高林鮎子26」（2000年） - 野口真理
- セクシーボイスアンドロボ（2007年） - 依頼人

TBS
- 家族（1977〜1978年）
- 美香は16歳（1978年）
- 道（1978年）
- 女たちの忠臣蔵（1979年）
- 心（1980年）
- 娘と書斎（1981年）
- 幸せのいれもの（1982年）
- おんな風林火山（1986年） - お燎の方 [注釈 1]
- 水戸黄門 第20部 第22話「酔いどれ幸助涙の仇討ち -鹿児島-」（1991年4月8日） - 桜子[注釈 1]
- 大岡越前 第13部 第8話「抜荷の鍵は仏様」（1993年1月4日） - 浪江[注釈 1]
- あきまへんで!（1998年） - 王玲花
- 渡る世間は鬼ばかり（1993年）第8話 - 秘書・啓子[注釈 1] 、（2005年） - 戸田弓子

CBC
- おたき（1981年）※里見奈保名義

フジテレビ
- 大空港 第6話「紙一重の青春」（1978年、松竹） - 堀井よしこ
- 江戸の朝焼け 第21話「うたかたの縁組」（1981年、東宝） - おりょう
- 銭形平次（東映）
  - 第785話「逃亡者」（1981年） - お袖
  - 第844話「黒いお白州」（1983年） - お照
- 江戸の用心棒 第23話「吉良邸討ち入り」（1981年） - きよ
- 君を想うより君に逢いたい（1995年） - 智子
- 金曜女のドラマスペシャル
  - 「おふくろシリーズ4・母ーちゃん」（1988年5月）

テレビ朝日
- 半七捕物帳（1979年） - およし[注釈 2]
- 警視庁殺人課（1981年） - 五代可奈子
- 遠山の金さん　高橋英樹版
  - 第1シリーズ
    - 第72話「闇祭り、狙われた花嫁行列!」（1983年）お孝
    - 第107話「浴槽の死美人・怨みの琴をひく女!」（1984年）お君
    - 第132話「結婚願望・恋に恋した女」（1985年）お咲

  - 第2シリーズ第27話「神馬に乗った巫女!」（1986年）お佐久
- 源九郎旅日記　葵の暴れん坊 第34話　黄金の伝説 大黒様と白兎（1982年）
- はぐれ刑事純情派 第4シリーズ 第20話「覗かれた犯罪! 消えた身代金」 村上千恵 (1991年)
- 暴れん坊将軍シリーズ
  - 暴れん坊将軍II 第98話「あゝ憎まれて五十年!」（1985年） - おりん
  - 暴れん坊将軍III 第29話「狙われた玉の輿!」（1988年） - お孝
  - 暴れん坊将軍IV 第34話「命無用! おやこ十手」（1991年） - おゆみ
- 続続・三匹が斬る! 第17話「花嫁の首恋しや妖怪鬼八」（1990年、東映）- おてつ
- 名奉行 遠山の金さん 第3シリーズ 第24話「偽装殺人!左ききの少女」（1991年） - お勢[注釈 1]
- 必殺仕事人・激突! 第4話「八百屋お七の振袖」（1991年） - お藤
- 赤かぶ検事の逆転法廷（1992年） - 白鳥加奈
- 愛しの刑事 第12話「結婚したい症候群 貢いで待つ女! 」（1993年） - 樋口かおる 役[注釈 1]
- さすらい刑事旅情編VI 第15話「記憶喪失の男・血塗られた切符」（1994年）
- 土曜ワイド劇場
  - 「湖畔の別荘 殺しのパズル」（1994年6月） - 大場順子

テレビ東京
- 大江戸捜査網 第569話「乱れからくり偽美術品の罠」（1982年） - お涼
- 隠密・奥の細道 第9話「闇にきらめく一刀流」（1988年）
- 12時間超ワイドドラマ「大忠臣蔵」（1989年） - 富森るん
- 月影兵庫あばれ旅 第1シリーズ 第7話「悪党だます悪い奴」（1989年） - お蓮の方
- 水曜ミステリー9 家政婦春子　他人の不幸は蜜の味−嫁姑　殺意の接点－（2005年10月5日） - 青山好恵

### テレビその他
- おんがく交差点（2025年5月24日、BSテレ東）-「その歌は鶴田浩二の耳に悪い？」

### 映画
- 青春グラフィティ スニーカーぶる〜す（1981年）- 三田圭子
- 連合艦隊（1981年） - 小田切美代[3][注釈 2]
- 修羅の群れ（1984年） - 三谷千恵(モロッコの辰の幼馴染で妻)
- 激動の1750日（1990年） - 松永久美(八矢会組員松永良介の妻)
- 修羅の群れ（2002年） - 稲原雪子(稲原龍二の妻)
- 首領への道（2003年） - 桑島悦子(辰野会若頭桑島幹士の妻)
- 機関車先生（2004年）
- ルート42（2012年）[4]
- 表と裏 シリーズ（2015年 - 2016年）
- CONFLICT 〜最大の抗争〜（2016年） - 遠山咲
- 侠の絆（2018年） - 赤嶺貴史(横浜物産社長)の妻

### Vシネマ
- 首領への道15 16（2001年） - 塚本美砂(武衆連合七代目総長佐竹の娘、および、武衆連合若頭補佐塚本勝男の妻)
- 実録・大阪やくざ戦争 報復（2002年） - 三代目山王会会長夫人 竜造寺雅代
- 実録・みちのく抗争 死守りの盃（2003年） - 居酒屋「田吾助」のママ
- 実録・東北(みちのく)やくざ戦争 覇桜の道（2003年） - 阿藤組組長阿藤儀三郎の妻
- 博徒道 襲名披露（2004年） - おさきちゃん(山川組長の妹)
- 修羅の門（2004年） - 酒処さなえの女将
- 実録 広島極道抗争 佐々木哲夫の生涯（2006年） - 小原組組長小原徹の内妻 清水光代
  - 実録・広島抗争史 佐々木哲夫の生涯 完結編（2006年）
- 首領がゆく（2006年） - 真田虎三(真虎会会長)の妻 ヨシエ
- 新・首領への道（2008年） - 初代鶴政組姐
- 実録・銀座警察 義侠（2008年） - ナミ(詩人志望)
- 実録・銀座警察 義侠 完結編（2008年） - ナミ(港橋一家芝上一派幹部郷橋哲男の妻)
- 修羅之魂 1侠客立志編 2激動渡世編（2008年）全2作 - 井之上さかえ(孝彦の母)
- ヤクザ大辞典（2009年） - 吉虎組若頭の妻
- 跡目奪還（2011年） - 神園一家矢車組組長の妻
- 暴力水滸伝（2014年） - 割烹料理屋の女将
- 新・極道の紋章（2014年） - エビス金融社長(初代美濃部組組長の元愛人)
- 裏社会の男たち シリーズ（2015年 - 2016年） - 警視庁 警視正 田島
- 任侠哀歌(エレジー)（2018年）全3作 - サチコ(西城ファンド役員黒崎広志の妻、剣の母)
- 疵と掟3・4（2019年） - ヒミコ(女流ギャンブラー)

### 舞台
- 新・演歌の花道（2002年、新宿コマ劇場・梅田コマ劇場）[5]
- 明治座7・8月コロッケ特別公演「棟方志功物語」（2011年7月5日-8月14日、明治座）
- あ・うん♡ぐるーぷ 謎解きファンタジー「王の逆襲」（2025年6月13日-15日〈予定〉、博品館劇場）[6]

### ラジオ
- 鶴田さやかの夜明けのワンRoom（2020年7月4日 - 2021年6月27日 、TOKYO FM）

## 著書
- 『父・鶴田浩二の影法師 末娘が綴った銀幕スタアの真実』マガジンハウス 2000年6月